# Štikada (jezero)
Štikada je umjetno akumulacijsko jezero u Hrvatskoj. Nalazi se u općinama Gračac i Lovinac, u Ličko-senjskoj i malo dio u Zadarskoj županiji. Dobilo je ime po naselju Štikada, koje se nalazi u njegovoj blizini. Površina iznosi 334 hektara. Akumulira vode rijeka ponornica Obsenice, Otuče i Ričice za potrebe hidroelektrane Velebit, s kojom je povezana kanalom, koji vodi ispod Velebita. U jezeru živi ribe, uglavno pastrve.